# Ципеле
Ципеле (од мађ. cipő) су врста обуће за заштиту људских стопала. Зависно од намене ципеле могу бити различитих дизајна и од различитих материјала. Основна намена је заштита стопала од спољних утицаја али није занемаљив ни декоративно својство.
Традиционално, ципеле су направљене од коже, дрвета или платна, али се све више праве од гуме, пластике и других материјала добијених петрохемијом. Индустрија обуће је индустрија од 200 милијарди долара годишње. 90% ципела заврши на депонијама, јер се материјали тешко одвајају, рециклирају или на други начин поново користе.
Према подацима из 2007. године глобална индустрија ципела је нарасла на 107,4 милијарди долара, у смислу прихода, а очекивало се да ће до краја 2012. нарасти на 122,9 милијарди долара. Произвођачи ципела у НР Кини чине 63% производње, 40,5% глобалног извоза и 55% прихода индустрије. Међутим, многи произвођачи у Европи доминирају тржиштем са вишим ценама и већом додатом вредношћу.

## Историја

### Антика
Прве ципеле су у ствари биле сандале и датирају од пре 7000—8000. година пре нове ере, и пронађене су у пећини Форт Рок у америчкој држави Орегон 1938. године. Најстарије кожне ципеле које су у потпуности биле затворене су пронађне у Јерменији, и верује се да потичу од 3500. година п. н. е. Ципеле ледењачког Еција, које датирају из 3300. године п. н. е., имале су подножје од смеђе медвјеђе коже, бочне странице од јелење коже и мрежу канапа од коре, која се чврсто стезала око стопала. Јутенхајменска ципела је откривена је у августу 2006. године. Aрхеолози процењују да је ова кожна ципела направљена између 1800. и 1100. године п. н. е., што је чини најстаријим одевним предметом откривеним у Скандинавији.
Верује се да су се неке врсте обуће користиле дуго пре ових датума, али пошто су употребљени материјали били веома непостојани, тешко је пронаћи доказе о најранијој обући. Проучавајући кости мањих прстију (за разлику од великог прста), примећено је да се њихова дебљина смањила пре отприлике 40.000 до 26.000 година. То је навело археологе да закључе да је ношење ципела довело до мањег раста костију, што је резултирало краћим, тањим прстима. Ови најранији модели били су врло једноставног дизајна, често само „врећице за стопала” од коже за заштиту стопала од камења, крхотина и хладноће.
Многи рани домороци у Северној Америци носили су сличну врсту обуће, познату као мокасине. Ово су тесно прилежуће ципеле са меким ђоном обично израђене од коже или бизоновог крзна. Многе мокасине такође су биле украшене разним перлицама и другим украсима. Мокасине нису дизајнирани да буду водоотпорни, а по влажном времену и топлим летњим месецима већина Индијанаца је ишла боса.
Како су цивилизације почеле да се развијају, носиле су се тонг сандале (претече модерних јапанки). Ова пракса датира од њихових слика на древним египатским муралима из 4000. године пре нове ере. Један пар пронађен у Европи направљен је од лишћа папируса и датиран је на пре приближно 1.500 година. Оне су ношене су и у Јерусалиму током првог века наше ере. Тонг сандале су носиле многе цивилизације и прављене су од најразличитијих материјала. Сандале у древном Египту су прављене од папируса и палминог лишћа. Афрички Масаји су их правили од сирове коже. У Индији су прављене од дрвета. У Кини и Јапану се користила пиринчана слама. Листови биљке сисал кориштени су за израду канапа за сандале у Јужној Америци, док су домороци из Мексика користили биљку јука.
Док су сандале обично ношене, многи људи у древна времена, попут Египћана, Хиндуса и Грка, нису увиђали преку потребу за обућом, и већином времена су радије били боси. Египћани и Хиндуси су донекле користили украсну обућу, попут сандале без потплата познате као „Клеопатра”, које нису пружале никакву практичну заштиту стопалу. Стари Грци углавном су сматрали обућу самозадовољном, неестетском и непотребном. Ципеле су се првенствено носиле у позоришту, као средство за повећање стаса, а многи су радије ишли боси. Спортисти на древним олимпијским играма су учествовали боси - и понекад голи. Чак су и богови и хероји били првенствено приказани боси, ратници хоплити водили су битке боси, а Александар Велики је босоногом војском освојио своје огромно царство. Верује се да су и тркачи старе Грчке трчали боси.
Римљани, који су на крају освојили Грке и усвојили многе аспекте њихове културе, нису усвојили грчку перцепцију обуће и одеће. Римска одећа виђена је као знак моћи, а обућа као неопходност живљења у цивилизованом свету, иако су робови и сиромаси обично ишли боси. Римски војници су добијали хиралну (леву и десну ципелу различиту) обућу. Обућа за војнике имала је заковице како би продужио век коже, повећала удобност и обезбедило боље приањање. Дизајн ових ципела такође је означавао чин официра. Што су ознаке биле замршеније и чизма се више дизала на нози, то је чин војника био виши. У Библији се спомиње да су ципеле биле ношене.
Почевши од 4. године п. н. е., Грци су почели да носе симболичну обућу. Она је била јако украшена да јасно указују на статус носиоца. Куртизане су носиле кожне ципеле обојене белим, зеленим, лимуновим или жутим бојама, а млада жена верена или тек удата носила је чисто беле ципеле. Због трошкова посветљивања коже, ципеле блеђе нијансе биле су симбол богатства у вишој класи. Често би на табанима била утиснута порука како би се затим утискивала у тло при ходу. Обућари су у то време постали запажено занимање, и грчки обућари су постали познати у Римском царству.

## Врсте
Зависно од намене и годшњег доба када се носе ципеле могу бити различитих конструкција и од различитих материјала. Материјали који се најчешће користе су кожа, вештачка кожа, гума, вештачка влакна, платно и остало. Основне врсте ципела су:
- Чизме или дубоке ципеле
- Патике или ципеле за спорт
- Ципеле са штиклом
- Сандале
- Кломпе
- Балетанке

## Галерија
- Мушке сипеле
- Женске ципеле
- Балетанке
- Патике
- Сандале
- Ручни рад, Музеј Семберије у Бијељини